# Verónica Huacasi
Verónica Huacasi (* 2. März 2004) ist eine peruanische Leichtathletin, die im Langstrecken- und Hindernislauf an den Start geht. 

## Sportliche Laufbahn
Erste internationale Erfahrungen sammelte Verónica Huacasi im Jahr 2021, als sie bei den U20-Südamerikameisterschaften in Lima in 10:28,81 min die Silbermedaille über 3000 m Hindernis gewann. Anschließend gelangte sie bei den U20-Weltmeisterschaften in Nairobi mit 11:04,88 min auf den 14. Platz und belegte dann bei den U23-Südamerikameisterschaften in Guayaquil in 10:46,36 min den vierten Platz. Daraufhin gewann sie bei den erstmals ausgetragenen Panamerikanischen Juniorenspielen in Cali in 10:39,70 min die Silbermedaille hinter der Brasilianerin Mirelle Leite. Im Jahr darauf wurde sie bei den U20-Weltmeisterschaften ebendort in 10:33,64 min Zehnte und anschließend gewann sie bei den U23-Südamerikameisterschaften in Cascavel in 10:56,73 min die Bronzemedaille hinter der Brasilianerin Leite und Stefany López aus Kolumbien. Zudem belegte sie in 17:02,52 min den vierten Platz im 5000-Meter-Lauf. Im Oktober klassierte sich dann bei den Südamerikaspielen in Asunción mit 11:37,91 min auf dem sechsten Platz im Hindernislauf. 2023 siegte sie in 10:07,40 min über 3000 Meter bei den U20-Südamerikameisterschaften in Bogotá und sicherte sich auch über 5000 Meter in 17:31,08 min die Goldmedaille. Im August siegte sie in 10:23,60 min im Hindernislauf bei den U20-Panamerikameisterschaften in Mayagüez und gewann zudem in 17:20,74 min die Bronzemedaille über 5000 Meter. Im November gelangte sie bei den Panamerikanischen Spielen in Santiago de Chile mit 10:10,90 min auf Rang acht. Im Jahr darauf gewann sie bei den U23-Südamerikameisterschaften in Bucaramanga in 10:34,15 min die Silbermedaille hinter der Brasilianerin Mirelle Leite und sicherte sich über 5000 Meter in 16:46,10 min die Bronzemedaille hinter der Bolivianerin Benita Parra und Núbia Silva aus Brasilien.
2023 wurde Huacasi peruanische Meisterin im 3000-Meter-Hindernislauf.

## Persönliche Bestleistungen
- 3000 Meter: 9:49,18 min, 14. April 2023 in Lima
- 5000 Meter: 16:28,79 min, 16. Juni 2023 in Lima
- 3000 Meter Hindernis: 10:10,90 min, 4. November 2023 in Santiago de Chile